# Itanhém (ort)
Itanhém är en ort i Brasilien.   Den ligger i kommunen Itanhém och delstaten Bahia, i den sydöstra delen av landet, 800 km öster om huvudstaden Brasília. Itanhém ligger 189 meter över havet och antalet invånare är 13 517.
Terrängen runt Itanhém är platt åt sydväst, men åt nordost är den kuperad.
Omgivningarna runt Itanhém är huvudsakligen savann. Runt Itanhém är det ganska glesbefolkat, med 30 invånare per kvadratkilometer.